# Рота (аэропорт)
Международный аэропорт Рота (англ. Rota International Airport, (ИАТА: ROP, ИКАО: PGRO, FAA LID: GRO)) — гражданский аэропорт, расположенный около посёлка Синапало на острове Рота, Северные Марианские острова. Порт находится в собственности Управления аэропортами Содружества Марианских островов.
В отличие от большинства аэропортов Соединённых Штатов Америки, имеющих совпадающие коды ИАТА и LID, Международному аэропорту Рота присвоен код ФАА «GRO», назначенный в качестве кода ИАТА испанскому Аэропорту Жирона — Коста-Брава.

## Общие сведения
Международный аэропорт Рота занимает площадь в 324 гектара, расположен на высоте 185 метров над уровнем моря и эксплуатирует одну взлётно-посадочную полосу 9/27 размерами 1829 × 46 метров с асфальтовым покрытием.
В период с 31 марта 2006 по 31 марта 2007 года Международный аэропорт Рота обработал 6550 операций взлётов и посадок воздушных судов (в среднем 17 операций ежедневно), из них 94 % рейсов пришлось на аэротакси, 4 % — на авиацию общего назначения и 2 % составили рейсы военной авиации.
Поскольку Содружество Северных Марианских островов имеет различную с США юрисдикцию таможенных и иммиграционных органов — офисы данных служб в Международном аэропорту Рота работают для всех прибывающих рейсов, включая и рейсы из аэропортов Соединённых Штатов Америки.
В марте 2006 года в аэропорту открыло своё представительство Управление безопасности на транспорте США (TSA). С момента образования Управления в 2002 году и вплоть до 2006 года пассажиры, прибывающие в Международный аэропорт Рота проверялись сотрудниками TSA в Международном аэропорту Гуам и Международном аэропорту Сайпан, что вызывало серьёзные неудобства как для пассажиров, так и для самой службы безопасности на транспорте.